# مفتاح نهاية الشوط

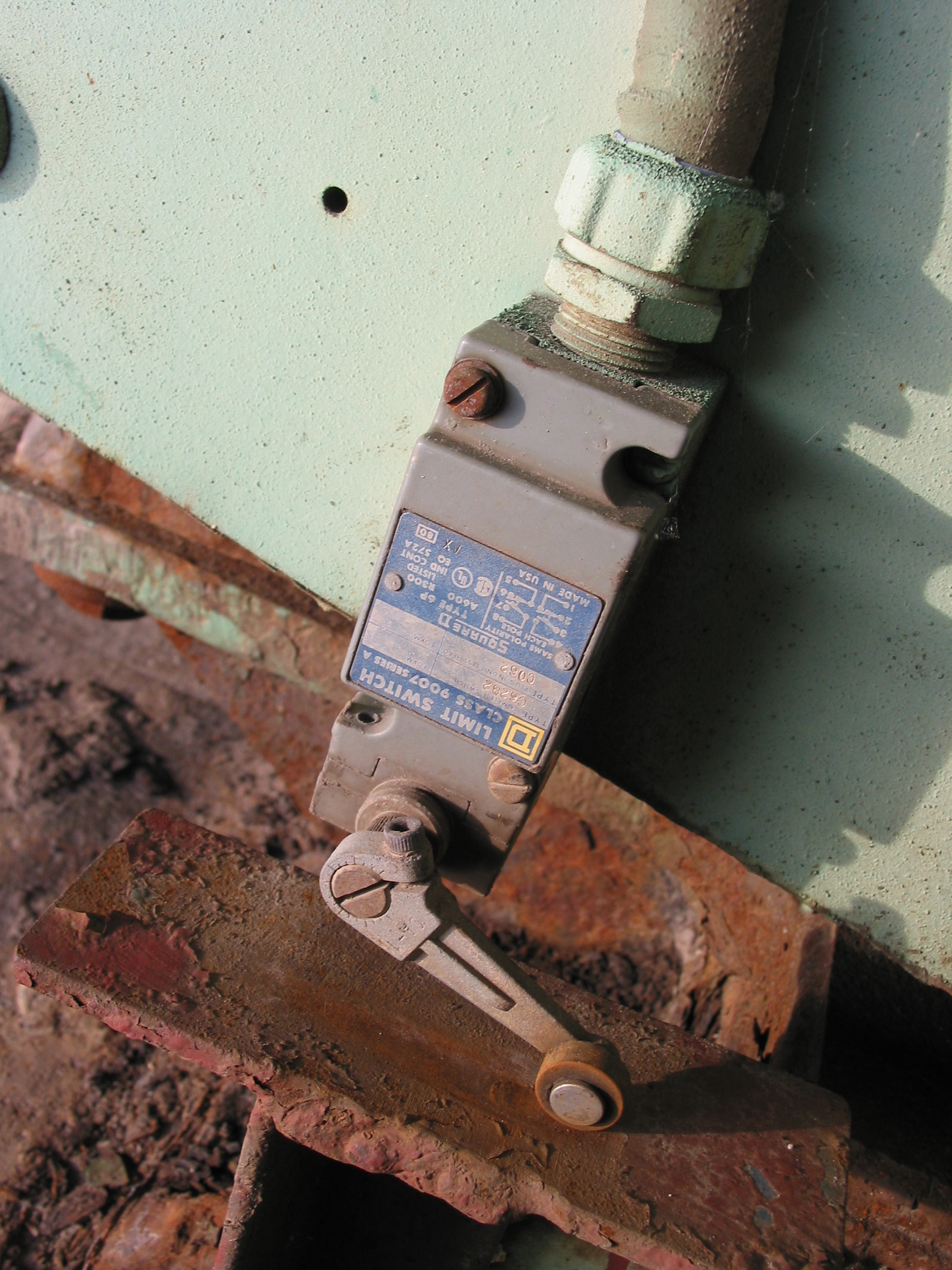
مفتاح نهاية الشوط

مفتاح نهاية الشوط هو أحد المفاتيح التي تستخدم في انظمة التحكم الالي، حيث تكاد ان لا تخلو أي ماكينة ميكانيكية من وجود هذا المفتاح ويتكون هذا المفتاح من مشغل ميكانيكي ونقاط توصيل، وظيفة المشغل الميكانيكي ترجمة القوة الميكانيكية المسلطة عليه إلى غلق أو فتح نقاط التوصيل.

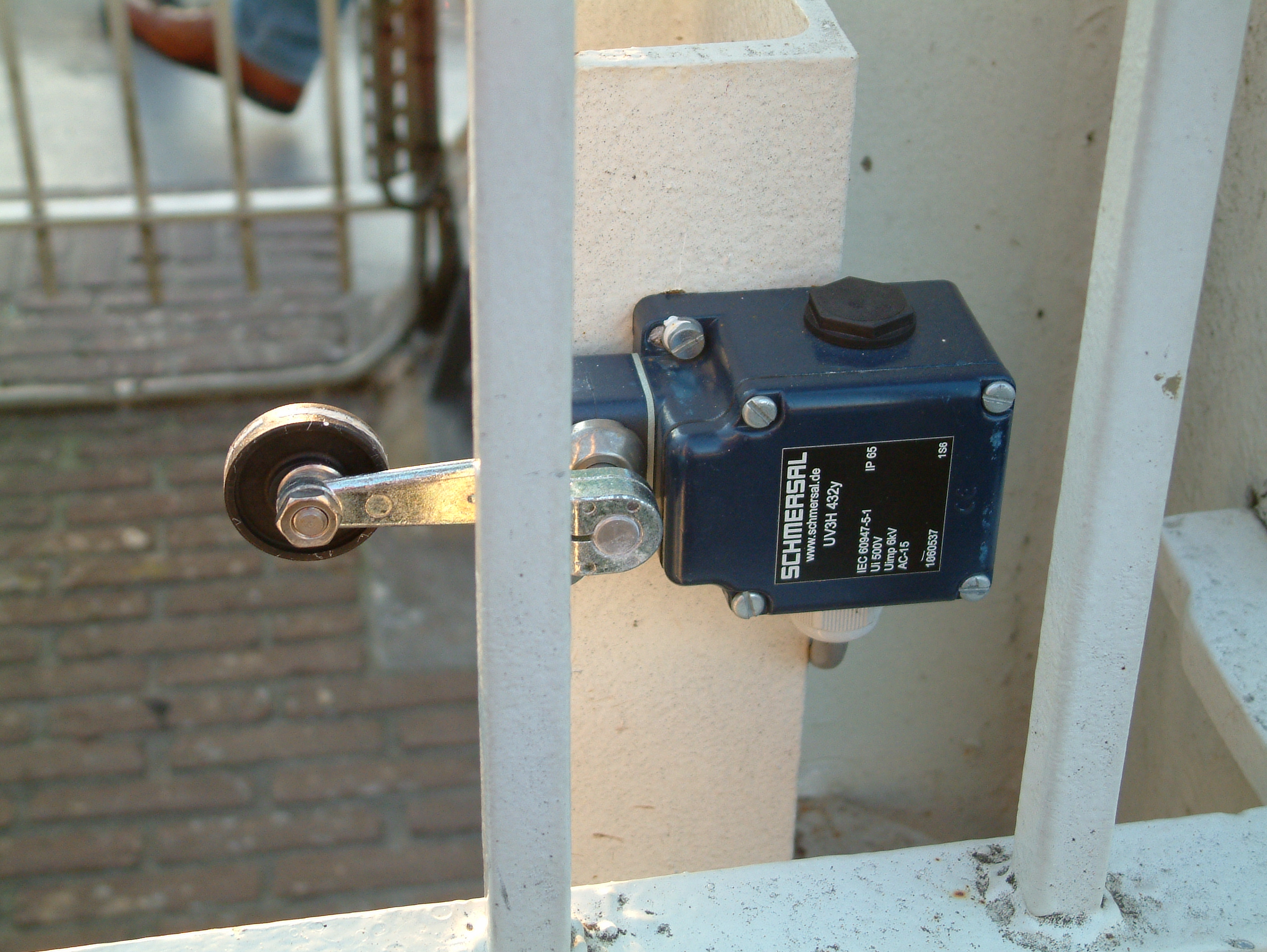

يوجد عدة تطبيقات لهذا المفتاح منها في المصاعد وفي مصانع الإنتاج وغيرها.
هناك عدة اشكال لمفتاح نهاية الشوط منها:

1-مفتاح نهاية الشوط الدوار: في هذا النوع يتغير اوضاع النقاط التوصيل في حالة الحركة في أحد الاتجاهات (يمين-يسار)إذا كان نوعه ثنائي الاتجاه أو يتغير اوضاع نقاط التوصيل إذا تحرك إلى اليمين إذا كان يمين الاتجاه أو يتغير اوضاع نقاط التوصيل إذا تحركت إلى اليسار إذا نوعه يسار الاتجاه.
2-مفتاح نهاية الشوط الضاغط: يغير وضعيات نقاط التوصيل في حال الضغط على الضاغط الموجود اعلى المفتاح.
من ميزات هذا المفتاح انه لا يحتاج إلى جهد كهربائي لتشغيله لكن من عيوبه عمره الافتراضي قليل لاحتوائه على اجزاء ميكانيكة يمكن ان تتلف.